# 第35軍 (日本軍)
第35軍（だいさんじゅうごぐん）は、大日本帝国陸軍の軍の一つ。

## 沿革
1944年（昭和19年）8月4日に編成され第14方面軍隷下におかれた。フィリピンのミンダナオ島およびビサヤ諸島防衛を任務とし、当初は長期持久を作戦の目的としていた。
1944年（昭和19年）10月20日のアメリカ軍のレイテ島上陸と、それをうけての大本営によるレイテ決戦の決定にともないレイテ島の戦いを担任することとなった。制空権、制海権を失い補給が途絶する中でその大部を失い、同年12月18日に大本営はレイテ島を放棄した。12月22日には第14方面軍より自戦自活を命ぜられた。
これにより第35軍は、レイテ島、ミンダナオ島、ビサヤ諸島などの各地で長期持久作戦に移行し、アメリカ軍への抵抗を続けた。それはまた物資の欠乏による飢餓との戦いをも意味した。
1945年（昭和20年）9月7日、ミンダナオ島タモンガンにて第35軍参謀長・少将友近美晴が降伏文書に調印した。レイテ島、セブ島、ネグロス島、ミンダナオ島など第35軍指揮下のフィリピンにおける戦没者は陸軍、海軍合わせて約5万人。約3万人が復員を果たした。

## 基本情報
- 通称号：尚
- 編成時期：1944年（昭和19年）8月4日
- 最終位置：フィリピン・ミンダナオ島
- 上級部隊：第14方面軍

## 第35軍の人事

### 司令官
- 鈴木宗作 中将（陸士24期、陸大31期：1944年（昭和19年）7月28日 - 1945年（昭和20年）4月19日）

### 参謀長
- 友近美晴 大佐→少将（陸士32期、陸大41期：1944年（昭和19年）7月28日 - 1944年（昭和19年）11月14日）※同軍参謀副長。
- 和知鷹二 中将（陸士26期、陸大34期：1944年（昭和19年）11月14日 - 1945年（昭和20年）2月20日） ※南方軍に転出。
- 友近美晴 少将（1945年（昭和20年）2月20日 - 終戦）

### 参謀副長
- 友近美晴 少将（1944年（昭和19年）11月14日 - 1945年（昭和20年）2月20日）

※1944年（昭和19年）11月、和知中将の参謀長就任にともない参謀副長、1945年（昭和20年）2月の同中将の転出により参謀長に復す。

### 参謀部
- 高級参謀：中村貢 大佐（陸士37期、陸大48期）
- 作戦主任参謀：大曽根義彦 大佐（陸士38期、陸大47期）
- 作戦参謀：加登川幸太郎 中佐（陸士42期、陸大50期：1944年（昭和19年）11月　-　1945年（昭和20年）4月）※第38軍に転出。
- 後方参謀：龍崎庄司 中佐（陸士43期、陸大49期）
- 後方参謀：杉本森雄 中佐（陸士42期、陸大55期）
- 後方参謀：山崎万造 少佐（陸士48期、陸大58期）
- 後方参謀：小幡一喜 中佐→大佐（陸士35期、陸大47期）
- 情報主任参謀：渡辺利亥 少佐→中佐（陸士45期、陸大53期）
- 情報参謀：高橋公平 少佐（陸士51期、陸大58期）
- 船舶参謀：渡辺繁夫 少佐→中佐（陸士42期、陸大54期）
- 通信参謀：佐藤弥太郎 少佐（陸士46期、陸大57期）

### 副官部
- 高級副官：島田森之助 中佐（陸士31期）
- 副官：赤羽正一 少佐（少候6期）
- 副官：綿野得定 中尉

### 司令部各部
- 兵器部長：髙田九郎 中佐（陸士30期）
- 経理部長：平井勇 主計少将
- 軍医部長：吉岐益夫 軍医少将

## 隷下部隊

### 主な隷下部隊
- 第16師団
- 第30師団
- 第100師団
- 第102師団
- 独立混成第54旅団：北条藤吉少将

### 主な指揮下部隊（第14方面軍隷下）
- 第1師団
- 第26師団
- 独立混成第55旅団
- 第68旅団

## 第35軍直属部隊
- 野戦高射砲第76大隊：古庄義明少佐
- 第1通信隊：山下脩史少佐（陸士48期）
  - 独立有線第104中隊
  - 独立有線第105中隊
  - 独立有線第107中隊
  - 独立無線第98小隊
  - 独立無線第99小隊
  - 独立無線第109小隊
  - 独立無線第111小隊
  - 独立無線第112小隊
  - 独立無線第130小隊
- 第22野戦勤務隊
  - 建築勤務隊第47中隊
- 特設第8機関砲隊
- 特設第9機関砲隊
- 特設第16機関砲隊
- 特設第17機関砲隊
- 特設第18機関砲隊
- 特設第19機関砲隊
- 特設第22機関砲隊
- 特設第23機関砲隊
- 特設第24機関砲隊
- 特設第25機関砲隊
- 特設第26機関砲隊
- 特設第27機関砲隊
- 特設第28機関砲隊
- 特設第29機関砲隊
- 特設第30機関砲隊
- 特設自動車第23中隊
- 特設自動車第24中隊
- 特設自動車第25中隊
- 独立自動車第322中隊
- 独立自動車第323中隊
- 独立自動車第324中隊
- 独立自動車第327中隊
- 独立自動車第328中隊
- 独立自動車第329中隊
- 南方第13陸軍病院
- 南方第14陸軍病院